# Політехнічна асоціація
Політехнічна асоціація (фр. Association polytechnique) — історичне французьке науково-освітнє товариство, об'єктом якого є вільна та громадська освіта робітників. Створене в 1830 році.

## Заснування та огляд діяльності
Асоціація була заснована в 1830 році студентами Паризької політехнічної школи, саме тому отримала назву «політехнічна».
Мета, яку вона поставила собі з самого початку, — зробити робітників «більш умілими, зручнішими та мудрішими», моралізувати через науку та через професійну освіту. До днів 27, 28 і 29 липня 1830 року Франція щойно остаточно розірвала старий режим, відновила свої національні кольори, зробила повернення привілеїв назавжди неможливим, і найщедріші демонстрації проходили на користь робітничного класу. Отже, Асоціація народилася після однієї з битв за свободу, в якій студенти Політехніки та робітники боролись один за одного за захист прав людей. Залишившись братами по зброї після боротьби, вони опинились у перших рядах Асоціації, викладачами, слухачами, і після боротьби за перемогу демократії вони працювали над вихованням її майбутнього.
З 1830 року щотижня безкоштовно члени Політехнічного товариства викладали 14 курсів; це число складало — 24 у 1835 році, 33 у 1840 році, 27 у 1848 році. Саме в цей момент відбувається розкол: деякі професори відокремлюються, щоб заснувати іншу організацію (29 березня 1848 р.), яка отримає назву Філотехнічна асоціація, яка буде переслідувати ту саму мету, і чиї однакові дії будуть паралельними до тих, яких Політехнічна Асоціація вже слідує з високо оціненими результатами протягом вісімнадцяти років.
Кількість курсів, які викладались тоді, залишалося більш-менш стаціонарним до 1858 року, але незабаром Асоціація відновила свій висхідний розвиток. У 1860 р. Асоціація проводила 55 курсів щотижня, потім 77 у 1865 році та 151 у 1869 році.
Політехнічна асоціація визнана державною службою з 30 червня 1869 р.
Святкуючи п'ятдесяту річницю заснування Асоціації у 1880 р. було констатовано, що Асоціація отримала потужний — на той час Політехнічна асоціація мала 31 секцію в Парижі та багато груп у приміських муніципалітетах. Вона організувала та спонсорувала різні подібні товариства в Парижі, у департаментах, колоніях та за кордоном.
Щотижня в 1906—1907 рр. вже викладалося 909 курсів, що дає цифру понад 19 000 уроків, які проводилися безкоштовно.
Публічні та безкоштовні вечірні курси Асоціації мали на меті популяризувати корисні, професійні та технічні знання. Вони були орієнтовані на робітників, службовців торгівлі та промисловості, торговців, усіх, хто не має ні часу, ні засобів навчатися деінде.
Що стосується професорів Асоціації, то вони набиралися з усіх професій: це інженери, колишні студенти Політехніки чи Центральної школи, юристи, лікарі, письменники, художники, крамарі, бухгалтери, публіцисти, державні службовці, усі які, об'єднані в одній і тій же думці про прогрес, приходять, щоб дати цій роботі свої знання.
Крім того, ці професори були мотивовані ідеєю зміцнення республіканського режиму, прагненням процвітання країни.

## Окремі видання Асоціації
- Список видань у каталозі Французької національної бібліотеки [Архівовано 12 липня 2019 у Wayback Machine.]

## Рекомедована література
- Barbin E., Marec Y. laboratoire des statistiques sociales: Rouen dans la première moitié du XIXe siècle  //Histoire & Mesure. – 1987. – С. 33-55. (фр.)
- Bodé G. À la recherche de l’Arlésienne: l’enseignement commercial en France (1800-1940) [Архівовано 3 серпня 2020 у Wayback Machine.]  //Histoire de l’Éducation. — 2012. — №. 136. — С. 43-89. (фр.)